# El Cafetal (paroisse civile)
Pour les articles homonymes, voir El Cafetal.
El Cafetal est l'une des trois paroisses civiles de la municipalité de Baruta dans l'État de Miranda au Venezuela. Sa capitale est El Cafetal, qui constitue de facto un des quartiers de la capitale Caracas. En 2011, sa population s'élève à habitants. En 2011, sa population s'élève à 41 543 habitants.

## Géographie

### Démographie
Hormis sa capitale El Cafetal qui constitue de facto l'un des quartiers de la capitale Caracas, la paroisse civile possède plusieurs quartiers distincts :
- El Cafetal
- Caurimare
- San Luis
- Santa Paula